# Омуть
Омуть (Омыть) — река в России, протекает по территории Глазовского района Удмуртии, правый приток Пызепа (бассейн Волги).

## Название
М. Г. Атаманов в работе «Угорские названия в топонимии Удмуртии» пишет о слове ом, которое вошло в название реки Омуть. По его мнению, «Ом» является десемантизированным словом, которое было оставлено западносибирским населением, и приводит в качестве примера название реки Ом в Омске. В материалах переписи XVII века в бассейне Чепцы также зафиксирован гидроним Ом. Атаманов высказывает предположение, что этот же апеллятив лежит в основе удмуртских ойконимов Полом, Уром и т. д.

## География
Река берёт начало в 2,5 километрах к северу от деревни Зотово Глазовского района. На реке расположены: село Понино, деревни Ескино, Паслоково, Золотарёво, Зотово. Для Омути, как и для других рек в этом регионе, характерна извилистость на всем протяжении. Большое количество перекатов. Русло реки неустойчиво, в пойме много стариц. Омуть впадает в реку Пызеп в 9 километрах к юго-востоку от города Глазов.

## Гидрология
Длина реки 27 км. Площадь бассейна 208 км². Имеет смешанное питание с преобладанием снегового, от атмосферных осадков и подземных вод. Омуть впадает в Пызеп с правой стороны в 4 км к северу от посёлка Дом отдыха Чепца, в 9 км от устья. Средний уклон 4,0 м/км. Ширина русла возрастает от 7 до 10 м в среднем течении и до 15 м в низовьях. Глубина на перекатах колеблется от 0,4 до 0,8 м, на плёсах — 1,0—1,8 м. Скорость течения — 0,4 м/с. Минимальный месячный расход 50%-й обеспеченности летнего периода составляет 0,81 м³/с.
Главные притоки: Быдзымшур, Шестнец, Дондышур (правые); Чебершур, Багайшур, Симпал, Изошур, Кар-шур (левые).

## Хозяйственное использование
В районе деревень Мальгиновка и Петровка до начала 1950-х годов работали мельницы, а затем здесь же стояли гидроэлектростанции, которые обеспечивали соседние деревни электричеством.

## Данные водного реестра
По данным государственного водного реестра России относится к Камскому бассейновому округу, водохозяйственный участок реки — Чепца от истока до устья, речной подбассейн реки Вятка. Речной бассейн реки — Кама.
Код объекта в государственном водном реестре — 10010300112111100033155.